# Češki jezik
Češki jezik (endonim: čeština ili český jazyk) nacionalni je jezik Češke, gdje ga govori oko 9 250 000 ljudi (popis iz 2001. godine). Najveća češka dijaspora je u Sjedinjenim Američkim Državama, a procjenjuje se da ondje ima oko pola milijuna Čeha. U ostalim dijelovima Amerike i u pojedinim europskim zemljama broj im ne prelazi nekoliko desetaka tisuća. U Hrvatskoj živi oko 10 000 Čeha, najviše oko Daruvara.
Specifičnost današnjeg češkog jezika je postojanje jasne opreke između pisanog (spisovný jazyk), i govornog jezika (obecná čeština) koji se rabi u neslužbenoj i poluslužbenoj usmenoj komunikaciji. Kao jedan od najstarijih europskih književnih jezika, češki je još od srednjeg vijeka predmet brojnih opisa, počevši od Jana Husa, preko Jana Amosa Komenskog, Josefa Dobrovskog, pa do Praškoga jezikoslovnog kruga u 20. stoljeću. Povijest češkog jezika se dijeli na četiri razdoblja: pračeški (od kraja 10. do sredine 12. stoljeća), staročeški (od sredine 12. do 15. stoljeća), srednjočeški (od 16. do 18. stoljeća) i novočeški (19. i 20. stoljeće).
Iz staročeškog razdoblja posvjedočena su samo imena i glose u latinskim tekstovima, te bohemizmi u staroslavenskim tekstovima. Od druge polovice 13. stoljeća započinje procvat češke književnosti. U vrijeme Jana Husa, jezik je demokratiziran brojnim pučkim izrazima, a u doba humanizma i renesanse obogaćen je i brojnim tuđicama i posuđenicama, na što je reagirao puristički pokret u vrijeme baroka. Tek je u vrijeme nacionalnoga preporoda u 19. stoljeću (obrozeni) ponovno uspostavljena ravnoteža.

## Češko pismo
Češko pismo je latinica, a od Husovog razdoblja prošireno je dijakritičkim znakovima: háček, kvačica, koja označava mekoću (palatalnost) otvornika, i čárka, crtica, koja označuje duljinu zatvornika. 
Osim kvačice i crtice, u češkoj latinici je nazočan i treći znak, apostrof, koji se piše izravno uz malo slovo d ili t, što se čita umekšano; približno "dj", odnosno "tj". Velika takva slova pišu se s kvačicom. Od Jana Husa u češkom je preostalo samo jedno slovo sastavljeno od više znakova, a to je ch, koje se čita kao blago aspirirano h. 
Češka grafija je bitno utjecala na Gajevu reformu hrvatske latinice.

## Vanjske poveznice
- Ethnologue (14th)
- Ethnologue (15th)
- cs.wikipedia.org - Wikipedija na češkom jeziku
- www.wordbook.cz - češki rječnik
- Český národní korpus
- Rječnik češko-hrvatskih homonima  Arhivirana inačica izvorne stranice od 17. siječnja 2007. (Wayback Machine)